# Sandnesstaven
Sandnesstaven är en bergstopp i Antarktis. Den ligger i Östantarktis. Norge gör anspråk på området. Toppen på Sandnesstaven är 2 031 meter över havet.
Terrängen runt Sandnesstaven är platt norrut, men söderut är den kuperad. Trakten är obefolkad. Det finns inga samhällen i närheten. 